# L'università è un bel posto
L'università è un bel posto (大学よいとこ?, Daigaku yoitoko) è un film del 1936 diretto da Yasujirō Ozu, oggi perduto.

## Trama
Tre studenti, che condividono la stessa stanza in un ostello, manifestano la loro insoddisfazione nei confronti della vita universitaria.

## Distribuzione
Il film è stato distribuito esclusivamente in Giappone, essendo andato perduto nel corso dei bombardamenti della seconda guerra mondiale.

### Date di uscita
- 19 marzo 1936 in Giappone[3][4]